# RDS-1

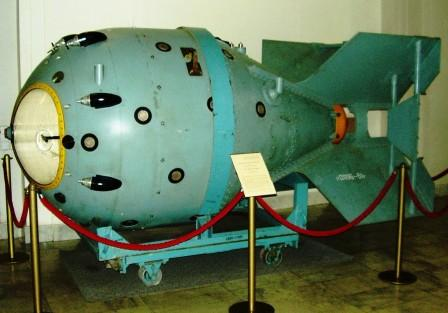
A primeira bomba atômica soviética, "RDS-1", era do tipo implosão, como a bomba americana "Fat Man", mesmo na aparência.

RDS-1 (que significa: Reaktivnyi Dvigatel Specialny, ou "Motor a Jato Especial") foi a designação do primeiro artefato nuclear da União Soviética. Foi detonada em 29 de agosto de 1949, às 7h00, no local de teste de Semipalatinsk, RSS Cazaque, após pesquisa e desenvolvimento ultrassecretos como parte do projeto soviético de bomba atômica.
O motivo dessa designação foi o fato do decreto secreto que originou o projeto tratá-lo com o codinome de um "projeto de motor a jato especial". A bomba recebeu o nome código de Joe-1 pelos Estados Unidos em alusão a Josef Stalin, o líder soviético.

## Descrição
A arma foi projetada no Instituto Kurchatov, então na época oficialmente conhecido como "Laboratório nº 2", mas designado como "escritório" ou "base" em documentos internos, a partir de abril de 1946. O plutônio para a bomba foi produzido no complexo industrial Chelyabinsk-40.
O rendimento explosivo do RDS-1 foi de 22 quilotons de TNT equivalente, semelhante às bombas Gadget e Fat Man dos EUA. Por insistência de Lavrentiy Beria, a bomba RDS-1 foi projetada como uma arma do tipo implosão, semelhante à bomba Fat Man lançada em Nagasaki, Japão; O RDS-1 também tinha um núcleo sólido de plutônio. Os projetistas da bomba desenvolveram um design mais sofisticado (testado mais tarde como RDS-2), mas o rejeitaram por causa da conhecida confiabilidade do design do tipo Fat Man, os soviéticos receberam extensa inteligência sobre o design da bomba Fat Man durante a Segunda Guerra Mundial, que foi descoberta no caso de espionagem de Julius e Ethel Rosenberg e durante o projeto Venona.
Para testar os efeitos da nova arma, os trabalhadores construíram casas feitas de madeira e tijolos, juntamente com uma ponte e uma ferrovia de metrô simulada nas proximidades do local de teste. Equipamentos blindados e aproximadamente 50 aeronaves também foram trazidos para os campos de testes, bem como mais de 1 500 animais para testar os efeitos da bomba na vida. Em um setor de artilharia, cerca de 100 canhões e morteiros foram colocados a distâncias que variam de 250 a 1 800 metros do marco zero. A distâncias de 500 a 550 metros do marco zero, as peças de artilharia foram totalmente destruídas ou precisaram de reparos na fábrica. Os dados resultantes mostraram que a explosão do RDS foi 50% mais destrutiva do que o estimado originalmente por seus engenheiros.
Mikhail Pervukhin atuou como presidente da comissão encarregada dos testes do RDS-1.
Cinco armas RDS-1 foram concluídas como uma série piloto em março de 1950, com uma produção em série da arma que começou em dezembro de 1951.

## Detecção pelo Ocidente

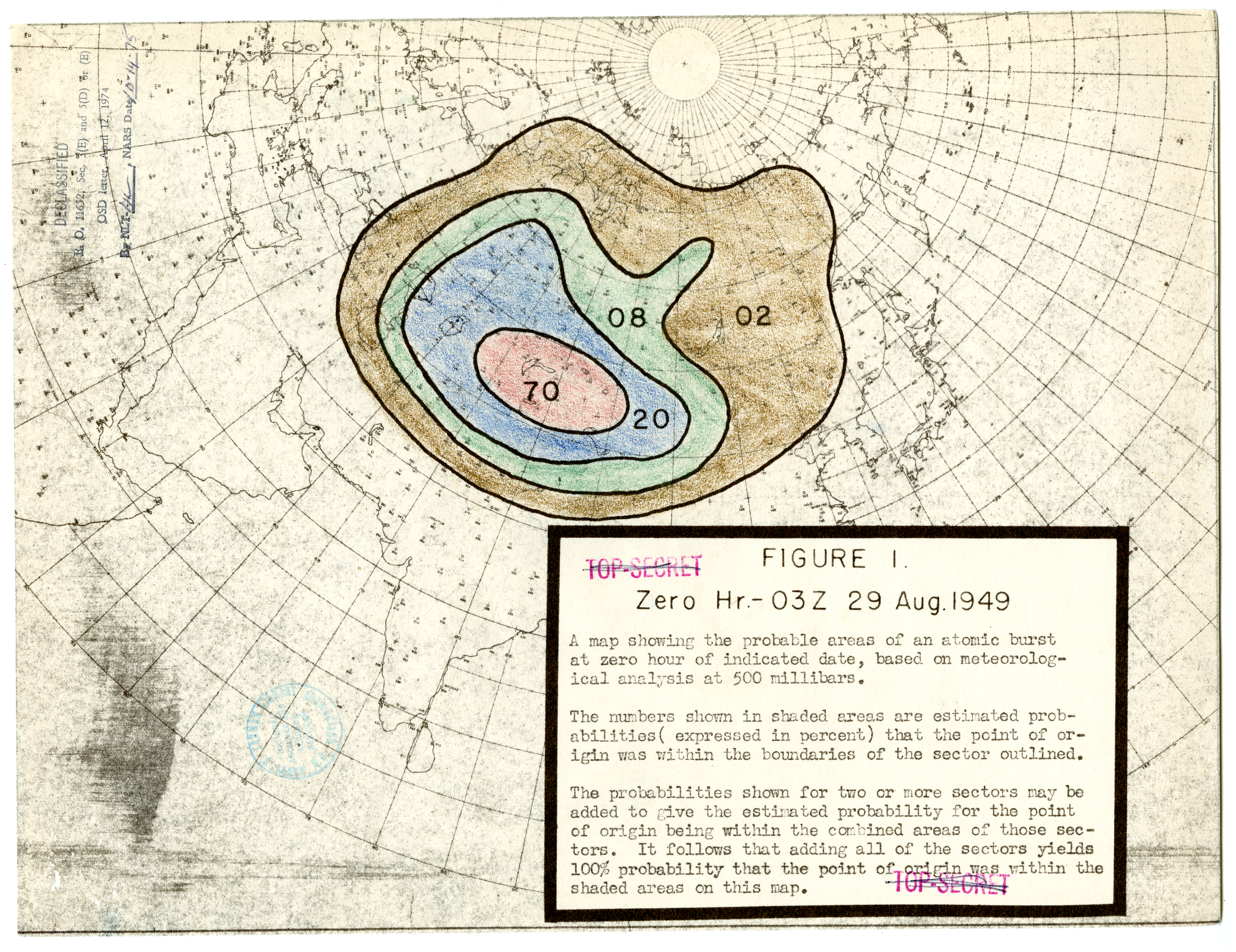
Este gráfico de setembro de 1949 mostra a previsão do Departamento de Meteorologia dos Estados Unidos para onde a União Soviética testou sua bomba atômica pela primeira vez em 1949. Cada zona colorida indica a probabilidade de que a bomba tenha sido detonada dentro dessa área.

Algumas aeronaves de reconhecimento meteorológico WB-29 da Força Aérea dos Estados Unidos foram equipadas com filtros especiais para coletar detritos radioativos atmosféricos. Em 3 de setembro de 1949, o Escritório de Energia Atômica da Força Aérea fez um WB-29 voar da Base Aérea de Misawa, no Japão, para a Base da Força Aérea de Eielson, no Alasca. O avião coletou alguns destroços durante este voo. Esses dados foram então cruzados com dados de voos posteriores, e foi determinado que a União Soviética havia efetivamente testado uma arma nuclear.

## Resposta no Ocidente
O teste surpreendeu as potências ocidentais. A inteligência americana estimou que os soviéticos não produziriam uma arma atômica até 1953, enquanto os britânicos não esperavam até 1954. Quando os produtos de fissão nuclear do teste foram detectados pela Força Aérea dos EUA, os Estados Unidos começaram a seguir o rastro dos detritos da precipitação nuclear. O presidente Harry S. Truman notificou o mundo sobre a situação em 23 de setembro de 1949: "Temos evidências de que nas últimas semanas ocorreu uma explosão atômica na URSS."  A declaração de Truman, por sua vez, provavelmente surpreendeu os soviéticos, que esperavam manter o teste em segredo para evitar encorajar os americanos a aumentar seus programas atômicos, e não sabiam que os Estados Unidos haviam construído um sistema de detecção de teste usando o WB-29 Superfortress. O anúncio foi um ponto de virada na Guerra Fria, que estava apenas começando. Uma vez que a União Soviética foi confirmada na posse da bomba atômica, a pressão aumentou para desenvolver a primeira bomba de hidrogênio.